# 황벽산단제선사전심법요
황벽산단제선사전심법요(黃檗山斷際禪師傳心法要)는 충청북도 흥덕구 청주고인쇄박물관에 있는 고려시대의 불경이다. 2020년 3월 6일 충청북도의 유형문화재 제384호로 지정되었다.

## 지정 사유
당나라 임제종의 고승인 단제선사 희운(希運, ?～850)의 법문을 배휴(裴休, 791～864)가 편집한 것으로 '전심법요'와 '완릉록'을 합본하였다. '전심법요'는 황벽의 설법과 배휴의 질문에 대한 황벽의 답변 등으로 이루어졌고, '완릉록'도 마지막에 법문을 제외하면 전체가 황벽과 배휴의 질문과 대답으로 되어 있다.
책의 끝에는 이색(李穡)의 발문(1372)에 이어 윤환(尹桓, 1328～1396), 염흥방(廉興邦, ?～1388), 김광을(金光乙) 등 간행에 참여한 인물을 밝히고 있다. 고려 말기 불경 간행의 사례로서 인쇄술, 서지학 연구에 매우 중요한 자료이다.

## 참고 문헌
- 황벽산단제선사전심법요 - 국가유산청 국가유산포털